# NGC 2154
NGC 2154 (również ESO 86-SC42) – gromada otwarta, znajdująca się w gwiazdozbiorze Złotej Ryby, w Wielkim Obłoku Magellana. Odkrył ją John Herschel 2 listopada 1834 roku.